# Sofia Kotzabassi
Sofia Kotzabassi (griechisch Σοφία Κοτζάμπαση, * 5. März 1962 in Thessaloniki) ist eine griechische Byzantinistin und Professorin für Byzantinische Philologie an der Universität Thessaloniki.

## Leben und Werk
Sofia Kotzabassi studierte von 1979 bis 1985 an der Universität Thessaloniki Byzantinistik, Klassische und Neugriechische Philologie, anschließend setzte sie ihr Studium an der FU Berlin fort und promovierte dort im Jahr 1988. Von 1989 bis 1992 lehrte sie als Lektorin für Byzantinische Philologie an der Aristoteles-Universität Thessaloniki, seither ist sie dort als Professorin tätig. Im Wintersemester 1995–1996 vertrat sie die Professur für Byzantinistik an der FU-Berlin.
Die Arbeitsgebiete von Sofia Kotzabassi sind die byzantinische Rhetorik und Epistolographie, Philosophie (Johannes Italos, Leon Magentinos), Historiographie und Prosopographie, sowie die griechische Paläographie und Kodikologie.

## Schriften (Auswahl)
- Die handschriftliche Überlieferung der rhetorischen und hagiographischen Werke des Gregor von Zypern (Serta Graeca. Beiträge zur Erforschung griechischer Texte Bd. 6), Wiesbaden 1998. ISBN 3-89500-064-7.
- Byzantinische Kommentatoren der aristotelischen Topik. Johannes Italos und Leon Magentinos (Byzantine Research Society, 17), Thessaloniki: Vanias 1999. ISBN 978-960-288-062-3.
- Βυζαντινά χειρόγραφα από τα μοναστήρια της Μικράς Ασίας, Athens: Ephesos, 2004. ISBN 960-8326-18-4.
- Das hagiographische Dossier der heiligen Theodosia von Konstantinopel. Einleitung – Edition – Kommentar (Byzantinisches Archiv 21), Berlin – New York: Walter De Gruyter, 2009, ISBN 978-3-11-021985-2.
- mit Giannis Mavromatis (Hrsg.): Realia Byzantina. Walter de Gruyter, Berlin 2009, (Auszüge online). – (Festschrift für Apostolos Karpozilos)
- Greek Manuscripts in Princeton. A Descriptive Catalogue (in collaboration with Nancy Patterson Ševčenko and Don Skemer). Princeton University, Program in Hellenic Studies and Department of Art History, 2010. ISBN 978-0-691-14387-3.